# 日東十客
日東十客（にっとうじっきゃく）とは、1884年（明治17年）8月24日、横浜港からヨーロッパに向けて出発した10人の留学生を、森林太郎 (森鷗外)によって名づけられたもの。森林太郎、片山国嘉、丹波敬三、長與稱吉、田中正平、宮崎道三郎、隈川宗雄、萩原三圭、穂積八束、飯盛挺造の10人を指す。

## 概説
1884年（明治17年）8月24日横浜からフランスの客船で10人の留学生がヨーロッパに向けて出発した。メンバーは森林太郎 (森鷗外)、片山国嘉、丹波敬三、長與稱吉、田中正平、宮崎道三郎、隈川宗雄、萩原三圭、穂積八束、飯盛挺造であった。それぞれの留学目的、留学先は異なっていたが、マルセイユまでは一緒であった。
森鴎外は航海中のことを「航西日記」に書き留めている。この中で自分を含め10人のメンバーを「日東十客」と名づけ、「日東十客歌」を作った。これを見ると飯盛はかなりの酒豪であったことがうかがえる。事実、留学先でドイツの学生と飲み比べをして勝った、という話が残っている。

## 日東十客歌
| 他 |   | 獨 |   | 底 |   | 丹 |   | 隅 |   | 宮 |   | 穂 |  | 田 |   | 泛 |   |    |
| 年 |   | 有 |   | 事 |   | 波 |   | 川 |   | 崎 |   | 也 |  | 中 |   | 峨 |   |    |
| 歐 |   | 森 |   | 老 |   | 何 |   | 學 |   | 平 |   | 長 |  | 快 |   | 艦 |   |    |
| 洲 |   | 生 |   | 萩 |   | 曾 |   | 操 |   | 生 |   | 也 |  | 談 |   | 兮 |   |    |
| 遊 |   | 閑 |   | 情 |   | 無 |   | 法 |   | 多 |   | 如 |  | 撼 |   | 渉 |   |    |
| 已 |   | 無 |   | 未 |   | 豪 |   | 國 |   | 沈 |   | 處 |  | 山 |   | 長 |   | 日 |
| 遍 |   | 事 |   | 盡 |   | 氣 |   | 語 |   | 思 |   | 女 |  | 獄 |   | 波 |   | 東 |
|    | 0 |    | 0 |    | 0 |    | 0 |    | 0 |    | 0 |    |  |    | 0 |    | 0 | 十 |
| 歸 |   | 鼾 |   | 滑 |   | 毎 |   | 孜 |   | 與 |   | 清 |  | 飯 |   | 日 |   | 客 |
| 來 |   | 息 |   | 喉 |   | 遭 |   | 々 |   | 也 |   | 癯 |  | 盛 |   | 東 |   | 歌 |
| 面 |   | 若 |   | 唱 |   | 風 |   | 唯 |   | 片 |   | 將 |  | 痛 |   | 十 |   |    |
| 目 |   | 雷 |   | 出 |   | 濤 |   | 惜 |   | 山 |   | 不 |  | 飮 |   | 客 |   |    |
| 果 |   | 誰 |   | 子 |   | 即 |   | 日 |   | 是 |   | 勝 |  | 竭 |   | 逸 |   |    |
| 如 |   | 敢 |   | 夜 |   | 消 |   | 如 |   | 同 |   | 輕 |  | 江 |   | 興 |   |    |
| 何 |   | 呵 |   | 歌 |   | 磨 |   | 梭 |   | 科 |   | 羅 |  | 河 |   | 多 |   |    |

竭江河は「河をのみほす」と読む。5行目「法國語」はフランス語のこと。丹波の行は「丹波何ゾ曾テノ豪気ナキヤ、風濤ニ遭フ毎ニ消磨セリ」と読む。7行目「老萩」とあるのは、萩原三圭が最年長の44歳であったから。萩原は二回目の留学であった。この行は萩原がドイツリートを朗々と歌い上げている様子を表している。

## 幻の写真
「航西日記」によると一行は出発後45日目の10月7日にマルセイユに到着し、翌8日に市内の写真館で記念写真を撮ったとされている。しかし、この写真はその後長らく所在が不明であった。撮影から110年後の1994年（平成6年）に一行の一人である宮崎道三郎 (法学者) の孫・宮崎誠が所蔵の写真に森鴎外が写っていることに気づき、東京・千駄木の鴎外記念本郷図書館 (現・文京区立森鴎外記念館) に送ったことから所在が明らかになった。
鴎外はこの写真について「二十八日。午。着馬塞（マルセイユ)。投日熀垘客館 (Hôtel de Genève)壁頭懸大寫眞幅。就而見之。則航西日記所載日東十客之圖也。余等堂々七尺軀。徒使髭奴爲奇禽異獣之顴。悲慨何堪。」と日記で記述している。